# Klaus Täuber
Klaus Täuber (Erlangen, 17 gennaio 1958 – 1º luglio 2023) è stato un allenatore di calcio e calciatore tedesco, di ruolo attaccante.

## Palmarès

### Club

#### Competizioni nazionali
- 2. Fußball-Bundesliga: 1

Norimberga: 1979-1980

#### Competizioni internazionali
- Coppa UEFA: 1

Bayer Leverkusen:1987-1988